# Bombardier Flexity Wien
Flexity Wien (власне позначення FLEXITY Wien) — низькопідлогові трамваї серії Flexity від Alstom (раніше Bombardier Transportation). 
Вони є подальшим розвитком базового типу Bombardier Incentro.

## Загальний опис
Восени 2013 року Wiener Linien оголосила новий тендер на закупівлю вагонів наступного покоління. 

Наприкінці 2014 року було оголошено замовлення на 119 одиниць базового типу Alstom Flexity ( на момент замовлення Bombardier Flexity). 
Поставки заплановані на період з 2018 по 2026 рік. 
Замовлення вартістю 562 мільйони євро також включає контракт на технічне обслуговування та опціон на ще 37 одиниць. 

Замовленню передувала невдала апеляція компанії «Siemens» на тендер в Адміністративному суді Відня. 

## Виробництво
Трамваї на базі типу «Adtranz Incentro» — п’ятивагонні багаточленні трамваї в односторонній конструкції. 
Вони поставляються одинакової довжини 34 м і мають шість подвійних дверей – на одну менше, ніж у довгої версії типу ULF. 
Для того, щоб забезпечити рівну посадку, висота в’їзду вагона на 211 осіб становить 215 мм. 

Це односторонні, зчленовані, низькопідлогові, моторизовані трамвайні вагони. 
Кузов заснований на трьох двовісних візках , кожна вісь приводиться в рух одним двигуном. 